# 藤井喜臣
藤井 喜臣（ふじい きしん、1952年 - ）は、日本の地方公務員。鳥取県教育長、鳥取県副知事、同県信用保証協会会長などを歴任。現在、学校法人鳥取家政学園理事長、鳥取県社会福祉協議会会長、鳥取市教育委員。瑞宝中綬章受章。

## 人物・経歴
1952年、鳥取県米子市生まれ。鳥取県立米子東高等学校、京都大学法学部卒業。1975年、鳥取県庁入庁。鳥取県国際課長、財政課長、県民室長、西部県民局長を経て2001年4月、鳥取県福祉保健部長。2002年4月、鳥取県教育委員会教育長。2005年7月、鳥取県副知事。2013年7月 林昭男を後任として退任。同年8月鳥取県信用保証協会会長。

## その他役職
- 鳥取市教育委員[5]

## 栄典
2022年、秋の叙勲で地方自治功労により瑞宝中綬章を受章。